# Блок 70а
Блок 70а је један од новобеоградских блокова на Новом Београду део месне заједнице Савски кеј.

## Положај и географија
Блок 70а се налази у југозападном делу општине Нови Београд на левој обали реке Саве.
Оивичен је улицама Омладинских бригада, Јурија Гагарина, улицом Др Агостиња Нета и реком Савом. Налази се на око 5,5 km од центра Београда и на око 12 километара од аеродрома Никола Тесла.. Са његове источне стране се налази топлана Нови Београд, са западне преко улице Омладинских бригада Блок 70, са северне преко улице Јурија Гагарина се налази "А Блок", док са јужне стране Блок 70а излази на реку Саву, преко савског насипа.

## Привреда и образовање
У Блоку 70а се налази приватни дечји вртић „Снупи“ и велики број занатских, трговинских, пословних и услужних објеката као и ресторана и кафића дуж савског кеја. У непосредној близини Блока 70а налази се основна школа „20. октобар“ у суседном Блоку 70., топлана Нови Београд„”, висока и средња школа струковних студија за информационе технологије ИТС "Комтрејд" и тржни центар Делта сити, као и Мост на Ади. На савском кеју налази се марина „Видра“ и бродоградилиште „Београд“.

## Спортски садржаји и зеленило
У Блоку 70а постоји велики број зелених површина, дрвореда, као и спортских терена. Дуж целог блока протеже се Савски насип, где постоје две стазе за шетање, на насипу и уз кеј, као и стаза за џогирање и вожњу бицикла. На кеју се налази велики број зелених површина погодних за тренинг и одмарање у природи. За разлику од осталих блокова, насип у Блоку 70а још увек није асфалтиран. У блоку је 2012. године изграђен нови највећи парк на површини од 3.700 метара у којем се налази дечије игралиште, теретана на отвореном и велики број клупа.

## Историјат и изградња
Блок 70а је кренуо да се гради 1981. године, шест година након завршетка последње зграде у суседном Блоку 70, а свих 36 осмоспратница је изграђено у периоду 1981-1986 године. Прво су почеле да се граде ламеле до Саве и улице Омладинских бригада, док је северозападни део блока завршен последњи.

## Саобраћај
У близини Блока 70а налази се укључење ка мосту на Ади, који Блок 70а и општину Нови Београд преко улице Јурија Гагарина повезују са општином Чукарица. Преко улице Омладинских бригада постоје искључења ка општини Земун, као и ка насељу Бежанијска коса. На само 1,5 km налази се и железничка станица Нови Београд..
Из Блока 70а, са савског кеја могуће је стићи чамцима до острва Ада Међица и Ада Циганлија.
До блока се градским превозом које обезбеђује ГСП Београд може стићи аутобусима
- линија 67 Зелени венац - Блок 70а[8]
- линија 68 Блок 70 - Зелени венац[9]
- линија 73 Блок 45 - Батајница[10]
- линија 76 Блок 70а - Бежанијска коса[11]
- линија 89 Блок 72 - Видиковац[12]
- линија 95 Блок 45 - Борча[13]
- линија 708 Блок 70а - Земун поље[14]

као и ноћним линијама аутобуса
- линија 7н Блок 45 - Устаничка улица (укинута)[15]
- линија 68н Трг Републике - Блок 45[16]

Трамвајима
- линија 7 Блок 45 - Устаничка улица[17]
- линија 9 Блок 45 - Бањица[18]
- линија 11 Блок 45 - Калемегдан, Доњи град[19]
- линија 13 Блок 45 - Баново Брдо[20]